# ATP Tour World Championships 1991
L'ATP Tour World Championships 1991 è stato un torneo di tennis giocato sul sintetico indoor. È stata la 22ª edizione del torneo di singolare di fine anno, la 18ª del torneo di doppio di fine anno ed era parte dell'ATP Tour 1991. Il torneo di singolare si è giocato al Frankfurt Festhalle di Francoforte in Germania, dal 12 al 17 novembre 1992. Il torneo di doppio si è disputato ad Johannesburg in Sudafrica, dal 20 al 24 novembre 1991.

## Campioni

### Singolare
Pete Sampras ha battuto in finale  Jim Courier con il punteggio di 3–6, 7–6(5), 6–3, 6–4

### Doppio
John Fitzgerald /  Anders Järryd hanno battuto in finale  Ken Flach /  Robert Seguso con il punteggio di 6–4, 6–4, 2–6, 6–4